# فرودگاه کامبرلند هاوزیز
فرودگاه کامبرلند هاوزیز (به انگلیسی: Cumberland House Airport) یک فرودگاه همگانی است که یک باند فرود شن دارد و طول باند آن ۸۹۷ متر است. این فرودگاه در کشور کانادا قرار دارد و در ارتفاع ۲۹۸ متری از سطح دریا واقع شده‌است.